# Литл-Ривер (округ)
Литл-Ривер (англ. Little River County) — округ, расположенный в штате Арканзас, США с населением в 13 628 человек по статистическим данным переписи 2000 года. Столица округа находится в городе Ашдаун.
Округ Литл-Ривер был образован 5 марта 1867 года из территории округа Севир, став 59-м по счёту округом Арканзаса и получив своё название по имени реки Литл-Ривер. Округ имеет сухопутную границу только с округом Миллер, со всеми остальными соседними округами граница проходит по воде (река Литл-Ривер, водохранилище Милвуд и река Ред-Ривер).
В округе Литл-Ривер действует запрет на оборот алкогольной продукции, поэтому Литл-Ривер входит в список так называемых «сухих» округов страны.

## География
По данным Бюро переписи населения США округ Литл-Ривер имеет общую площадь в 1463 квадратных километров, из которых 1378 кв. километров занимает земля и 85 кв. километров — вода. Площадь водных ресурсов округа составляет 5,87 % от всей его площади.

### Соседние округа
- Севир — север
- Хауард — северо-восток
- Хемпстед — восток
- Миллер — юго-восток
- Боуи, штат Техас — юг
- Мак-Кертен, штат Оклахома — запад

## Демография

Диаграмма распределения населения округа по возрастным диапазонам. Данные переписи населения 2000 года

По данным переписи населения 2000 года в округе Литл-Ривер проживало 13 628 человек, 3 912 семей, насчитывалось 5 465 домашних хозяйств и 6 435 жилых домов. Средняя плотность населения составляла 10 человек на один квадратный километр. Расовый состав округа по данным переписи распределился следующим образом: 74,52 % белых, 21,27 % чёрных или афроамериканцев, 1,45 % коренных американцев, 0,20 % азиатов, 0,03 % выходцев с тихоокеанских островов, 1,67 % смешанных рас, 0,86 % — других народностей. Испано- и латиноамериканцы составили 1,72 % от всех жителей округа.
Из 5 465 домашних хозяйств в 31,40 % — воспитывали детей в возрасте до 18 лет, 55,60 % представляли собой совместно проживающие супружеские пары, в 12,30 % семей женщины проживали без мужей, 28,40 % не имели семей. 26,30 % от общего числа семей на момент переписи жили самостоятельно, при этом 12,00 % составили одинокие пожилые люди в возрасте 65 лет и старше. Средний размер домашнего хозяйства составил 2,46 человек, а средний размер семьи — 2,95 человек.
Население округа по возрастному диапазону по данным переписи 2000 года распределилось следующим образом: 25,20 % — жители младше 18 лет, 8,40 % — между 18 и 24 годами, 25,70 % — от 25 до 44 лет, 25,60 % — от 45 до 64 лет и 15,10 % — в возрасте 65 лет и старше. Средний возраст жителей округа составил 38 лет. На каждые 100 женщин в округе приходилось 94,70 мужчин, при этом на каждых сто женщин 18 лет и старше приходилось 90,30 мужчин также старше 18 лет.
Средний доход на одно домашнее хозяйство в округе составил 29 417 долларов США, а средний доход на одну семью в округе — 36 207 долларов. При этом мужчины имели средний доход в 32 489 долларов США в год против 18 435 долларов США среднегодового дохода у женщин. Доход на душу населения в округе составил 15 899 долларов США в год. 11,90 % от всего числа семей в округе и 15,40 % от всей численности населения находилось на момент переписи населения за чертой бедности, при этом 18,80 % из них были моложе 18 лет и 17,80 % — в возрасте 65 лет и старше.

## Главные автодороги

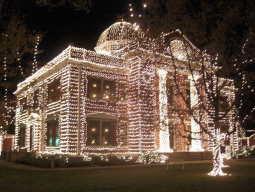
Здание окружного суда в городе Ашдаун

- US 59/US 71
- AR 32
- AR 41
- AR 108

## Населённые пункты
- Огден
- Уилтон
- Уинтроп
- Форман
- Ашдаун